# Кралство Унгария
Кралство Унгария (на унгарски: Magyar Királyság; на латински: Regnum Hungariae; на немски: Königreich Ungarn; на словашки: Uhorské kráľovstvo; на хърватски: Kraljevina Ugarska; на сръбски: Краљевина Угарска; на румънски: Regatul Ungariei) е многонационална държава в Централна Европа, съществувала от 1000 до 1918 г. и от 1919 до 1946 година. Тя е независима държава в периодите 1000 – 1526 г. и 1919 – 1946 г. и съставно кралство от 1526 до 1918 г.

## Терминология
Терминът Унгарско кралство е използван (особено в терминологията на съседни на днешна Унгария държави), за да обозначи дълго съществувалата многонационална държава и да я разграничи от съвременната унгарска държава, която е сравнително по-малка и етнически по-хомогенна. През 19 век етнонимът унгарец често е използван за название на всеки поданик на кралството, независимо от неговата етническа принадлежност. И до днес в славянските езици на страните, които са били част от Кралството – хърватски, сръбски и словашки, има смислово разграничаване между названията унгарски (за поданик на кралството) и маджарски (за маджарин, т.е. етнически унгарец). На унгарски, както и на български, подобно разграничение не се прави. Унгарският национализъм от 19 век се стреми да следва примера на френския национализъм, смятайки, че асимилацията на унгарските граждани от етнически неунгарски произход (през 1848 г. те са били 53%, а през 1918 г. – 47%) е естествен процес, който само изисква време.
Унгарците от своя страна разглеждат Унгарското кралство като част от непрекъснатата унгарска държавност и фаза от нейното развитие и утвърждаване. Тази идея за непрекъснатост е отразена в съвременните национални символи и празници на Унгария, както и по време на честванията по случай 1000-годишнината от основаването на Унгарската държава. Следвайки тази гледна точка, Кралство Унгария е преди всичко държава на унгарците (маджарите). Това становище се тълкува от някои словашки, румънски и сръбски източници като отхвърляне и омаловажаване на присъствието и на важността на другите националности, които са били част от кралството. Унгарското становище по този въпрос е, че преди епохата на национализма, етническата принадлежност на отделните индивиди не е била от значение, следователно не може да се говори за отхвърляне и омаловажаване на присъствието и на важността на неунгарските националности вътре в Унгария. Според унгарците, това становище се потвърждава и от факта, че до 1844 г. унгарският не е бил официалният език на Унгария.
На унгарски език терминът е Унгарско кралство (Magyar Királyság) – с това наименование се нарича държавата от 1000 до 1918 г. и от 1919 до 1946 година.

## Състав на Кралството
Кралство Унгария до 1918 г. се е състояла от следните земи:
- Същинска Унгария (в тесен смисъл) – днешните територии на:
  - Унгария,
  - Словакия,
  - Трансилвания, Румъния (от 1867 г.)
  - Бургенланд, Австрия
  - част от Войводина, Сърбия
  - част от Закарпатска област, Украйна
  - малка част от Хърватия
  - малка част от Словения
- Трансилвания (1001 – 1526, 1848 – 1867)
- Босна (1091 – 1160, 1878 – 1918)
- Далмация (1102 – 1413)
- Славония (до 1551 г.)
- Фиуме (от 1772 г.)

От 1102 година историческите земи на Хърватия (централната част на днешна Хърватия), са в уния с унгарските крале. По-късно към Хърватия се присъединява и Славония (североизточната половина на днешна Хърватия). Всички те са наричани с общото понятие Земи на Короната на Свети Стефан.
През 1867 г. всички области с отделен статут са лишени от него, като той се запазва само за Хърватско-славонското кралство. Трансилвания, Банат и Срем стават съставна част на Унгария.
Административно Кралство Унгария се състои от 71 комитата, 8 от които на територията на автономното Кралство Хърватия, а 63 – на територията на Същинска Унгария (включвала и Трансилвания). До 1867 г. има няколко специални териториални образувания, невлезли в състава на никой комитат:
- Аланско-кумански окръг (Jászkun Kerület) – автономна област (1279 до 1848) на куманите, заселили се в Унгария
- Приморие (Tengermellék) – градовете Фиуме и Букария (дн. Бакар, Хърватия), присъединени през 1779 г., единствено запазило специалния си статут след 1867 г.
- Окръг Турмезе (Túrmezei Kerület) (дн. Турополе, Хърватия) – с автономия (1255 – 1848) г. поради героичното поведение на жителите му по време на монголското нашествие срещу Унгария
- Хайдушки окръг
- 16-те сепешки града

## До османското нашествие (1000 – 1526)
Държавата е управлявана от унгарските крале, носители на Короната на Свети Стефан. До 1301 г. управлява династията на Арпадите.
Синът на последния езически велик княз Геза (правнук на Арпад), Вайк (Ищван) наследява баща си като велик княз през 997 г., а през 1000 г. приема католическата вяра. Ищван налага нов ред в държавата, побеждавайки през 1000 г. в битката при Веспрем своя роднина Копан, най-старшия член на рода на Арпадите, имащ право на короната по стария ред. Копан е подкрепян от една значителна част от унгарската аристокрация, претендираща за запазването на старите свободи, поради което Ищван разчита на решаващата помощ на германски военни ръководители. След победата, Ищван официално е обявен за крал и е признат от римския папа и от германския император. Централизирането на властта обаче продължава: през 1003 и 1008 г. Ищван води битки в Трансилвания, намираща се под управлението на своя чичо Дюла. Процесът на налагането на единната власт над цяла Унгария завършва чак през 1028 г., когато Ищван побеждава своя роднина Айтон, управляващ земите около река Марош.
Ищван въвежда централизирана власт, създава новото административно деление на страната, приема нови закони и налага със сила католическата вяра. През 1031 г. Ищван остава без наследник, когато синът му Имре умира при ловна злополука. Като възможен наследник се очертава братовчед му Вазул, когото Ищван смята за неблагонадежден, поради факта че Вазул е бил кръстен във Византия. За да осуети наследяването на трона от страна на Вазул, Ищван го ослепява и го изгонва от страната, заедно с тримата му синове: Левенте, Андраш и Бела.
В края на 11 век крал св. Ласло I укрепва държавата. През 1222 г. се издава законът „Златната була“, регулиращ политическото устройство на държавата. Унгария става феодална монархия, в която властта се дели между краля и парламента (съсловно събрание), в който участват всички жители на страната, имащи благородническа титла.
През 1241 г. Унгария е унищожена от монголите. Крал Бела възстановява държавата след оттеглянето на монголите. През 1301 г. измира по мъжка линия Арпадовата династия. На власт идва династията на Ангевините (Анжуйците), сменена от династията на Ягелоните и няколко нединастични владетели като Сигизмунд Люксембургски и Матяш I.

## В Хабсбургската и Османската империя
През 1526 г. османците побеждават унгарската войска в битката при Мохач, крал Лайош II e убит. Под ударите на османците централната власт рухва. Унгария се разпада на три части. Мнозинството от унгарския управляващ елит избира Ян Заполски за наследник на убития крал. Малка група от унгарската аристокрация обаче се съюзява с ерцхерцога на Австрия Фердинанд I, който е свързан с Лайош II чрез династичен брак, и го обявяват за крал на Унгария. Претенциите на Фердинанд I към унгарския трон идват от сключено предварително споразумение, че ако крал Лайош II умре, без да има наследници, то тогава той ще се възкачи на унгарския престол. Така Фердинанд I е провъзгласен за крал на Унгария през 1526 година. Същевременно от унгарския престол не се отказва Ян Заполски, който води ожесточена битка с Фердинанд I за унгарското наследство. Така на 29 февруари 1528 Ян Заполски получава подкрепата на османския султан и се обявява за крал на Унгария под името Янош I.
Така разгорещилият се конфликт принуждава Фердинанд I да продължава да предявява претенциите си над унгарския трон и да разпростира властта си над колкото се може по-голяма част от земите на Кралство Унгария. През 1529 година кралството е разделено на 2 части: Хабсбургска Унгария и Източно кралство Унгария. По онова време няма османци на територията на Кралство Унгария с изключение на няколко важни крепости в крайграничната област Срем. През 1541 г. падането на Буда определя бъдещото разделяне на Унгария на 3 части чак до края на 17 век. Въпреки че границите често и многократно се променят, все пак могат да се обособят в следните земи:
- земите на днешна Словакия, Северозападна Унгария, Бургенланд и Западна Хърватия остават във формално независимата държава Кралство Унгария, но де факто са част от земите на Хабсбургската империя;
- земите на днешна Централна Унгария и Банат са част от Османската империя;
- земите на останалата част от Кралство Унгария са организирани в Княжество Трансилвания като васално княжество на Османската империя под управлението на наследниците на Ян Заполски.

Земите под османска власт са организирани във вилаети. Седалището на унгарските вилаети е град Буда, начело стои будайския паша. След отблъскването на османското нападение над Австрия през 1683 година, Хабсбургите начело на международни християнски сили предприемат контранастъпление срещу османците. През 1686 г. е освободен град Буда, а през 1699 година успяват да освободят от османски контрол и останалите територии на Унгария, с изключение на област Темеш (Тимиш), която продължава да е под османска власт чак до 1712 г.
Трансилвания по силата на споразумението от 1571 г. между Хабсбургите и династията Заполски става отделна област, де юре остава част на Кралство Унгария, но де факто става вътрешно независима държава, васално зависима от Османската империя. Към Трансилвания освен историческите трансилвански земи спадат и областите Арад, Бихор, Заранд, Красна, Кьзеп-Солнок, Марамуреш и Тимиш, като тези области се наричат с името „Парциум“ (на латински: част). Статусът на васалитет продължава до 1699 г., когато Хабсбургите възвръщат контрола си над Трансилвания. Трансилвания обаче не е присъединена веднага обратно към Кралство Унгария, а продължава да се води като отделна административна единица. Това положение продължава до 1848 г., когато Трансилвания става отново органична част на Унгария.
Между 1526 и 1848 г. Унгария де факто е съставна част от владенията на Хабсбургите, а по-късно от Австрийската империя, макар че де юре Унгария никога не става част на Австрия. В действителност Унгария се управлява от Виена, но унгарските областни управи и унгарският парламент (съсловното събрание) запазват своите права. Унгария продължава да се управлява по традиционен съсловно-феодален принцип (властта принадлежи на краля и на съсловното събрание), докато в другите земи под Хабсбургски контрол бавно се преминава към абсолютистки тип управление. В знак на благодарност за освобождение от османската власт през 1687 г. унгарския парламент приема закон, според който в бъдеще на унгарски престол може да бъде избиран само член на Хабсбургската династия. През 1723 г. този закон е модифициран и оттогава това право е разпостранено и върху наследннците на Хабсбургите по женска линия. Законът за унгарския престол предвижда Унгария и Австрия да бъдат управлявани заедно „вечно и неразривно“ („indivisibiliter ac inseparabiliter“ на латински, това става по-късно и държавният девиз на Австро-Унгария, присъстващ в герба на двойната монархия). Макар че правото на избор на крал от страна на унгарския парламент е запазен, той може да бъде упражняван свободно само ако кралят няма законен наследник (разбира се, свободният избор е пак само в рамките на членовете на Хабсбургската династия). По-късно през 1849 г. тълкуването на този закон става основа на правния спор между правителството на Кошут и Хабсбургите: кралят Фердинанд V е свален в Австрия като австрийски император, и по този начин, съобразно конституционния ред, губи и поста си като крал на Унгария. Той обаче няма законен наследник, следователно унгарският парламент трябва да направи процедура за избор на нов крал, като по закон новият крал задължително трябва да е от династията на Хабсбургите. Такъв избор обаче не е осъществен поради вече влошените отношения между двете страни. Унгарското тълкуване по въпроса е, че според законите от 1687 и 1723 г. в случай, че липсва законен престолонаследник, Унгария има право да действа по свое осмотрение. Австрийското становище набляга на клаузата „вечно и неразривно“ и смята, че Унгария за вечни времена се е отказала от самостоятелността си.
До 1844 година официален език в Кралство Унгария е латинският.
През март 1848 г. избухва унгарската национална революция. В град Пеща е установено независимо унгарско правителство, назначено по законния ред от краля Фердинанд V. Начело на правителството е Лайош Батяни, а Лайош Кошут е министър по финансите. Страната е преобразувана в конституционна монархия, като правата на Хабсбургската династия върху унгарския кралски престол първоначално са запазени. През втората половина на 1848 г. и началото на 1849 г. отношенията между унгарското правителство и Хабсбургите рязко се влошават, в резултат на което през април 1849 г. унгарският парламент обявява детронирането на Хабсбургската династия. Хабсбургите и част от унгарците, лоялни към краля, смятат това решение за противоконституционно. Неспособни сами да се справят с въстанието, Хабсбургите извикват на помощ армията на руския император и потушават въстанието в Унгария. Стотици борци за свобода са екзекутирани, осъдени или бягат в емиграция. Сред тях е ръководителят на въстанието Лайош Кошут, който заедно с мнозина унгарски революционери бяга в тогавашната Османска империя и се заселва в Шумен. В периода 1849 – 1867 г. унгарското национално движение е сломено, а Унгария е анексирана от Австрийската империя.
Една от причините на поражението на Кошут е в малцинствения въпрос. Кошут следва френския модел на национална държава, който се оказва напълно неприложим в Унгария, където през средата на 19 век само около 45% от населението са унгарци. Малцинствата в Унгария се оказват отчуждени от властта, и в борбата между Кошут и Хабсбургите, пасивно или активно подпомагат последните.

## Съставно кралство в Австро-Унгария
През 1867 г. след неуспешни опити за реформи е направен така нареченият „Компромис“ (на немски: Ausgleich; на унгарски: Kiegyezés) – Австрийската империя е преобразувана в дуалистична монархия, наречена Австро-Унгария. На Кралство Унгария е дадена значителна вътрешна автономия и равни права при управлението на империята. Двете части на монархията (Австрия и Унгария) стават самостоятелни във вътрешнополитическо отношение. Възстановяват се независимите унгарски парламент и правителство. Общо се води отбранителната, външната и финансовата политика – тези области се ръководят от Виена от общи министерства и общи комисии, съставени по равно от представители на парламентите на Австрия и Унгария. Тези споразумения са в сила до 1918 година.
През този период унгарското правителство има пред себе си два главни проблема, които не успява да реши: аграрния и малцинствения въпрос. Концентрацията на поземлената собственост води до обедняване на огромни слоеве сред селяните. Над 1 милион селяни без земя поради мизерията са принудени да емигрират от страната, главно към Канада и САЩ.
Унгарското правителство продължава политиката на Кошут по малцинствения въпрос. Започва унгаризация на малцинствата, която има слаб успех (между 1867 и 1918 г. съотношението на унгарците се увеличава от 47% едва на 53%). Унгария отказва да приеме факта, че подобно на унгарското национално възраждане и унгарския национализъм, и другите народи вътре в страната също имат право на собствено национално възраждане и национализъм. Постига се споразумение само с хърватите през 1868 г. В автономното Хърватско-славонско кралство единствен официален език става хърватски. Унгаризацията среща положителен прием при част от германците и евреите, сред които мнозина са готови да станат унгарци, тъй като имат вече двойна идентичност. С румънците, словаците и сърбите (общо около 30% от населението) обаче проблемите се изострят. Опитите на Хабсбургите да решат малцинствения проблем в Унгария, като например плана за изграждане на тройна монархия или федерация на 7 – 8 области, са категорично отхвърлени от унгарското правителство. В резултат на агресивната реакция спрямо тях на унгарското правителство, общностите на румънци, сърби и словаци все по-малко виждат бъдещето си в една обща държава с унгарци. Румънците, които вече са мнозинство в Трансилвания, мечтаят за присъедняване към Румъния. Словаците – с абсолютно мнозинство в Северна Унгария – искат автономия или дори изграждане на нова държава заедно с чехите. Сърбите – мнозинство в южна и централна Войводина – желаят присъединяване към Сърбия.

## Републиканска Унгария (1918 – 1919)
След поражението на Централните сили в края на Първата световна война, Австрия и Унгария се обявяват за независими републики. В Унгария президент на републиката става Михай Каройи. Новото правителство не успява да запази целостта на страната, което довежда до падане на правителството през март 1919 г. Започва 6-месечната комунистическа власт, която провъзгласява Унгарската съветска република. Комунистическата власт също не успява да противостои срещу външния враг. Кралство Унгария е окупирано от части на Антантата и Румъния.

## Регентска Унгария (1919 – 1946)
Така унгарското правителство е принудено да приеме радикално намаляване на територията на Кралство Унгария и подписва Трианонския мирен договор през 1920. По силата да договора и подобно на България, Унгария губи две трети от своята територия в полза на Румъния, Чехословакия, Югославия, Австрия, Италия и Полша. Възстановява се монархията, но тъй като Трианонският мирен договор забранява връщането на Хабсбургите на унгарския престол, той остава празен. На мястото на унгарския монарх е избран адмирал Миклош Хорти, бивш главнокомандващ на военноморските сили на Австро-Унгария, който изпълнява длъжността на регент до 15 октомври 1944 година, когато на власт идва Ференц Салаши, ръководител на унгарската крайна десница.
Главна цел на унгарските правителства между двете световни войни става връщането на загубените територии. С германска и италианска помощ през 1938 – 1941 г. Унгария успява да си върне около половината от загубените територии. Цената, която Унгария трябва да плати за това, обаче се оказва прекалено висока: страната влиза във войната и взема активно участие на страната на Германия. Участието във войната и по-късно поражението носят за Унгария нови катастрофи: огромен брой военни и цивилни жертви (сред тях депортиране на над 450 хиляди унгарски евреи до германските лагери на смъртта през април – юли 1944 г.), съветска окупация и загуба отново на всички възстановени територии (дори допълнително 3 села биват изгубени в полза на Чехословакия).
През 1946 г. монархията е отменена, обявена е Унгарската република.